# 田中秀夫
田中 秀夫（たなか ひでお、1933年11月24日 - 2011年7月9日）は、映画・テレビドラマ作品の元監督・演出家。
愛知大学法経学部卒業。岐阜県出身。

## 来歴
1956年に愛知大学法経学部を卒業した後、1958年に東宝映画撮影所で助監督となり、監督の山本嘉次郎に師事。数々の映画作品に助監督として携わった後、山本の紹介で、山本の義弟が初代所長を務めた東映テレビ・プロダクションに移籍。テレビドラマの助監督として務め、1965年に『特別機動捜査隊』にて監督デビューした。以降、主に東映のテレビ作品に参加し、刑事ドラマ・アクションドラマなどを多く手掛けた。『どっこい大作』以降は子供向け番組も多い。
自他共に認める監督生活の代表作として挙げられる『スケバン刑事』シリーズではメイン監督を務め上げ、2本の長編映画も成功に導いている。ただし、その後に手掛けた『花のあすか組!』が不振のまま終了して以降はそれまでのメインの活動拠点であった東映での仕事が減り、監督活動の幅が狭くなった。およそ1年間のブランクを経て、1989年以降は東映以外での他社の仕事を多く手掛けるようになり、オリジナルの社員教育ビデオを監督したこともあった（古巣・東映での仕事は1991年が最後）。還暦を過ぎた頃、1995年に放映された高木美保主演の2時間ドラマ『北斗星一号DXロイヤルの殺意』を最後に事実上引退し、後進に道を譲った。
2011年7月9日、胃癌のため、埼玉県狭山市の病院で死去。78歳没。死去報道後には増田康好、白倉伸一郎、越智一裕、大嶋拓、荒木芳久といった役者やクリエーターがブログやツイッターにて追悼のコメントを出し、2011年秋の「宇宙船」での追悼特集では内田有作、阿部征司、久保田悦夫といった面々がコメントを寄せた。

## 人物・評価
多くの作品を成功させたその手腕に対してはファンのみならず同業者からの評価も高く、脚本家の上原正三は田中を「職人」と評し安心して脚本を任せることが出来たと語っている。また監督兼プロデューサーの堀長文も「偉大な才能」と近年雑誌のインタビューで田中を評している。東映取締役の白倉伸一郎は田中の全盛期が終わった後に東映に入社した人物だが筋金入りの田中ファンだったそうで、『東映ヒーローネット』インタビューにて「非常に的確だと思うんですよね、彼のカット割りにしても色彩にしてもカメラワークにしても。田中演出の『宇宙刑事ギャバン』『スケバン刑事』、それに『特捜最前線』の再放送を観なかったら東映に入らなかったですね。田中監督の演出を観てそれで“東映”という会社を認識した訳ですよ」と語っている。
撮影技師のいのくままさおは、田中との対談の中で「仕事をした中で頑固さでは3本の指に入る監督」だったと語っている。
『特捜最前線』などで仕事をした脚本家の長坂秀佳は、脚本で分からない場合は長坂に聞いてくることもあり、柔軟な面があったと評している。

## エピソード
自身の演出したシナリオは全て自宅に所蔵している。
東宝時代、山本嘉次郎の下での仕事は山本の椅子を運ぶことであった。
2002年に発売された『快傑ズバット大全』にて長年コンビを組んだ撮影監督のいのくままさおと対談。その際田中は「ホントにね、厄介な仕事（監督業）を選んだもんですよ。皆に憎まれる仕事を選んじゃったなあってね、いつも思うんですよ」と語っている。
『どっこい大作』は、東映生田スタジオ作品のため、通勤が大変だったと述べている。また、本作に出演していた志村喬と師匠である山本嘉次郎は夫人同士が仲が良く、撮影当時山本邸を訪問した際に、山本に志村と仕事をしている旨を報告したところ、山本は田中を息子同様の存在と挨拶し、以降は志村とも親しく仕事ができたと述懐している。
『どっこい大作』で助監督として田中に従事した久保田悦夫は田中について「長身で颯爽と撮影所にいつも現れて、脇に黒い手帳を抱えていた。とても合理的に撮影を進めておられて、今までにないタイプの監督さんだというイメージでしたね」と語った。また同作品撮影中に、生田スタジオ撮影所長の内田有作は田中に当時同時期に制作されていた仮面ライダーシリーズへの参加を度々促したが、田中は了承しなかったという。しかしその後同シリーズには『仮面ライダー (スカイライダー)』『仮面ライダースーパー1』にて演出を務めた。
『忍者キャプター』以降、変身ヒーローものにも多く参加しているが、表情のない面をつけたキャラクターを演出するのは苦手だったと言い、変身ヒーローの活躍についてはショーのような見栄えを追求することを意識するようになったとしている。また『忍者キャプター』や『快傑ズバット』で擬斗を担当した高橋一俊には世話になったといい、高橋がいなければ変身ヒーローものは撮れなかったと述べている。
スーツアクターの蜂須賀祐一は、田中はものすごいこだわりの持ち主と評しており、「子供番組こそ手を抜くな」という教えはその後も忘れていないという。
特捜最前線
- 『特捜』では担当した本数は少ないが、メインライターの長坂秀佳の作品を多く演出したり、重要回を担当した。同番組の長坂脚本では「東京、殺人ゲーム地図!」が最も印象に残っているそうで、「ちゃんとCMが入る場所が指定されてあったから楽（笑）。しかも読んでいて本当に面白いホンでした」と後に述懐している。

宇宙刑事シリーズ
- 本作は、1時間ドラマより日数がかけられており、他の30分ドラマでも300カット以上撮影していた。また本作には、田中同様に細かいカットを撮影する小林義明や小西通雄がおり、それぞれが凌ぎを削っていた。
- 朝日ソノラマから発売されていたファンタスティックコレクション『宇宙刑事ギャバン』のインタビューでは、最終回にてドン・ホラーの首が光の尾を引きながら飛びまわる合成シーンに何度もNGを出して、合成担当の会社（チャンネル16）との徹夜作業を経てオンエア状態の出来に仕上げたと証言していた。

スケバン刑事
- 『スケバン刑事』 シリーズについて、自身の体質に合った作品だったから3年間シリーズを通して演出ができたと述べている。
- 『スケバン刑事II 少女鉄仮面伝説』主演の南野陽子について、根性があり叱っても泣いたりしなかったと評している。また、『スケバン刑事III 少女忍法帖伝奇』主演の浅香唯についても第1話から石神井公園の池の中に入れたり同様に叱りつけても泣かなかったと評し、この二人から恨まれているのではないかと述懐している。
- 『ザ・ベストテン』で南野陽子が『スケバン刑事II 少女鉄仮面伝説』のロケ先から出演したとき、ちょうど現場にいた田中もテレビに生出演している。
- 『スケバン刑事』劇場版のクランクアップの日に、南野陽子より田中の名前入りのディレクターズチェアをプレゼントされている。
- 脚本家の武上純希がまだ駆け出しの頃、『スケバン刑事』シリーズでシナリオを書いてもそれを田中に床に叩き付けられ、「これのどこが面白いの? 教えてよ」と厳しくダメだしされたことを述懐している。最初は上手く仕事が出来なかったが、長い間その関係が続いた後にお互いの妥協点が見つかってその後はシナリオがスムーズに仕上がるようになったという。また田中は厳しいがそのぶん本が成功した場合とても喜ぶ監督であったという。武上はこのエピソードについては余程印象深いのか複数のインタビュー（『宇宙船』など）で語っており、「あの頃があるから今の自分がある。だから東映さんには本当に御恩が有るので、自分が出来る限りのご奉公はしていきたい」とも述べていた。
- 一方、上記のようなエピソードについては同じく『スケバン刑事』シリーズのライターだった橋本以蔵も語っている。シナリオを田中やプロデューサーにつまらないとダメを押され、原稿をゴミ箱に入れられるなどの屈辱も経験している。その場にいた同席スタッフに「大丈夫? よく堪えられたね」とあとでこっそり気遣われるほどであったと後のインタビューにて語っており、橋本は武上と違い現在でも後ろ向きな「屈辱的な記憶」として自分の中に留めているという。一方、田中自身は橋本について、まだキャリアはなかったが激しさがあり、撮影しても尺数がオーバーしてしまうため、編集の只野信也と相談して尺数を詰めていったと評している。
- 脚本制作には熱意を持っており、劇場版『スケバン刑事』の際は担当の土屋斗紀雄や橋本と旅館に泊まり込み、共にシナリオを練り上げた。台本は第8稿まで書き直されたという。

## 監督作品

### テレビ
- 特別機動捜査隊（1961-1977年、東映・NET）
- 鉄道公安36号（1962-1967年、東映・NET）
- 青空に叫ぼう（1967-1968年、東映・NET）
- さむらい（1968-1969年、東映・NET）
- 東京ロマン 花と蝶（1969年、東映・NET）
- 半七捕物帖（1971-1972年、東映・NET）
- どっこい大作（1972-1974年、東映・NET）
- ザ・ボディガード（1974年、東映・NET）
- 非情のライセンス・第2シリーズ（1974-1977年、東映・NET）
- ザ・ゴリラ7（1975年、東映・NET）
- 燃える捜査網（1975-1976年、東映・NET）
- 忍者キャプター（1976-1977年、東映・東京12チャンネル）
- 快傑ズバット（1977年、東映・東京12チャンネル）
- 特捜最前線（1977-1987年、東映・テレビ朝日）※田中は1979年度より参加
- 新幹線公安官（1977-1978年、東映・テレビ朝日）
- 冒険ファミリー ここは惑星0番地（1977-1978年、東映・テレビ朝日）
- がんばれ!レッドビッキーズ（1978年、東映・テレビ朝日）
- スパイダーマン（1978-1979年、東映・東京12チャンネル）
- 燃えろアタック（1979年-1980年、東映・テレビ朝日）
- 仮面ライダーシリーズ（東映・毎日放送）
  - 仮面ライダー (スカイライダー)（1979-1980年）
  - 仮面ライダースーパー1（1980-1981年）
- それゆけ!レッドビッキーズ（1980-1982年、東映・テレビ朝日）
- 大激闘マッドポリス'80（1980年、東映・日本テレビ）
- 宇宙刑事シリーズ（東映・テレビ朝日）  
  - 宇宙刑事ギャバン（1982-1983年）
  - 宇宙刑事シャリバン（1983-1984年）
  - 宇宙刑事シャイダー（1984-1985年）
- ロボット8ちゃん（1981-1982年、東映・フジテレビ）
- ペットントン（1983-1984年、東映・フジテレビ）
- どきんちょ!ネムリン（1984-1985年、東映・フジテレビ）
- TVオバケてれもんじゃ（1985年、東映・フジテレビ）
- 勝手に!カミタマン（1985-1986年、東映・フジテレビ）
- スケバン刑事シリーズ（東映・フジテレビ）
  - スケバン刑事（1985年）
  - スケバン刑事II 少女鉄仮面伝説（1985-1986年）
  - スケバン刑事III 少女忍法帖伝奇（1986-1987年）
  - スケバン刑事IIIスペシャル 三姉妹 最も危険な旅 八つの死の罠（1987年）
- 大都会25時（1987年、東映・テレビ朝日）
- 藤子不二雄の夢カメラ（1988年、東映・フジテレビ）
- 花のあすか組!（1988年、東映・フジテレビ）
- はぐれ刑事純情派（1988年、東映・テレビ朝日）
- 東京タウン誌殺人情報 女子大生連続殺人事件（1989年、東宝・フジテレビ 2時間ドラマ）
- 世にも奇妙な物語 殺人者は後悔する（1990年、セントラルアーツ・フジテレビ）
- さすらい刑事旅情編Ⅲ（1990-1991年、東映・テレビ朝日）
- 下町女の事件簿　浅草雷門殺人事件（1991年、東映・フジテレビ 2時間ドラマ）
- 外科病棟女医の事件ファイル（1991年、にっかつ撮影所・テレビ朝日）
- 本当にあった怖い話（1992年、国際放映・テレビ朝日）
- 真夏の刑事（1992年、東宝・テレビ朝日）
- 大空港'92（1992年、CUC・テレビ朝日）
- 女検事の事件ファイル（1993年、東宝・テレビ朝日）
- 新空港物語（1994年、CUC・テレビ朝日）
- 北斗星一号DXロイヤルの殺意（1995年、東宝・フジテレビ 2時間ドラマ）

### 映画
- 宇宙刑事シャイダー（1984年7月、東映）
- 宇宙刑事シャイダー追跡! しぎしぎ誘拐団（1984年12月、東映）
- スケバン刑事（1987年2月、東映）
- スケバン刑事 風間三姉妹の逆襲（1988年2月、東映）

### オリジナルビデオ
- ブラックプリンセス 地獄の天使（1990年4月、東映Vシネマ）
- お嬢様刑事 ギャル・ザ・コップ（1990年12月、日本ビデオ映画）
- ブラックプリンセス2 炎の標的（1991年3月、東映Vシネマ）